# 橘皆無
橘 皆無（2月18日—），日本漫畫家。代表作是《螺旋前世緣》。

## 作品
- 螺旋前世緣、全10冊（大然版）、原名
- 原名
- 特務戰隊、6冊待續（大然版）、原名、全9冊（日文版）
- 星宿魔法使DATA、6冊待續（大然版）、原名、全8冊（日文版）
- 美貌魔都．雙子晴明、全3冊、原名
- 爛漫少爺怪老師、全6冊（大然版）、原名
- 原名
- 原名
- Try Again!夢幻雙星、全1冊（大然版）
- 銀髮騎士、全1冊（大然版）
- 銀髮騎士 聖王傳、4冊待續（大然版）、全6冊（日文版）
- 愛情洋果子、全1冊（長鴻版）
- 扭轉未來、全1冊（大然版）、原名
- 扭轉未來、全2冊（東立版）、原名

（※大然版及東立版的扭轉未來是兩套不同內容的漫畫，不過用了一樣的中文書名）
- 星爍夢天國、全1冊（大然版）、原名

## 外部連結
- （日語）